# Kapskvätta
Kapskvätta (Emarginata sinuata) är en fågel i familjen flugsnappare inom ordningen tättingar.

## Utseende
Kapskvättan är en högrest och otecknat gråbrun skvätta med tydlig ögonring och gräddorange övergump. Inre till yttre stjärtpennorna har i ökande grad också gräddorange färg, vilket resulterar i en svart triangel på stjärten. Liksom liknande roststjärtad stenskvätta knycker den ofta med vingarna, dock inte lika ofta. Denna art har också kortare ben, mindre tydlig ögonring, mer rostfärgad övergump och den för stenskvättor typiska "T"-teckningen på stjärten.

## Utbredning och systematik
Kapskvätta förekommer i södra Afrika. Den delas in i tre underarter med följande utbredning:
- Emarginata sinuata ensifera – förekommer i södra Namibia och nordcentrala Sydafrika
- Emarginata sinuata hypernephela – förekommer i Lesotho, vintertid till närliggande Sydafrika (KwaZulu-Natal)
- Emarginata sinuata sinuata – förekommer i sydvästra Sydafrika

### Släktestillhörighet
Tidigare placerades arten i släktet Cercomela men DNA-studier visar att arterna inte är varandras närmaste släktingar. Därför löses Cercomela numera ofta upp och arterna förs istället till släktena Emarginata, Pinarochroa samt införlivas bland stenskvättorna i Oenanthe.

### Familjetillhörighet
Kapskvättan ansågs fram tills nyligen liksom bland andra buskskvättor, stentrastar, rödstjärtar vara små trastar. DNA-studier visar dock att de är marklevande flugsnappare (Muscicapidae) och förs därför numera till den familjen.

## Levnadssätt
Kapskvättan hittas enstaka eller i par i öppna bestesmarker och bergsbelägna buskmarker. Där födosöker den på marken eller från en låg sittplats.

## Status
Arten har ett stort utbredningsområde och beståndet anses stabilt. Internationella naturvårdsunionen IUCN listar den därför som livskraftig (LC).